# Церковь Святого Духа (Рогатин)
Церковь Святого Духа (укр. Церква Святого Духа), Рогатинская Святодуховская церковь (Рогатинська Святодухівська церква) — деревянный храм в городе Рогатине Ивано-Франковской области, памятник народной архитектуры и монументального искусства национального значения; сейчас используется как музейное учреждение, составляющая (вместе с художественно-краеведческим музеем) Музейный комплекс в городе Рогатин, который является филиалом областного художественного музея.
21 июня 2013 на 37-й сессии Комитета Всемирного наследия ЮНЕСКО, проходившей в Камбодже, церковь Святого Духа, вместе с другими деревянными церквями Карпатского региона, была включена в список всемирного наследия ЮНЕСКО.

## История
Церковь Святого Духа в Рогатине построена, вероятно, в 1-й половине XVII века, хотя до сих пор официально датируется 1598 годом — эта дата была найдена в интерьере церкви на северной стене центрального сруба и прочитана священником церкви Ипполитом Дзерович в конце XIX века. В записях Львовского архива церковь Святого Духа в Рогатине впервые упоминается в 1481 году. Несмотря на расхождение во мнениях учёных и исследователей храма о дате его сооружения, церковь Святого Духа является одним из древнейших деревянных храмов Украины. При церкви действовало одно из первых на Украине церковных братств, средствами которого создан уникальный ренессансно-барочный иконостас, датируемый 1650 годом и являющийся одним из трёх старейших, сохранившихся до нашего времени, иконостасов Украины.
В 1760 году осуществлено первое полное описание церкви, составленное отцом Николаем Шадурским. В 1800 году церковь Святого Духа становится дочерней прихода Рождества Пресвятой Богородицы в Рогатине. В XIX веке к церкви была пристроена колокольня. В 1885 году художник Юлиан Макаревич реставрировал иконостас церкви, после чего он экспонировался на археолого-этнографической выставке во Львове. В 1895 году осуществлялась реставрация храма под руководством львовского архитектора М. Ковальчука на выделенные Галицким Сеймом 2000 злотых.

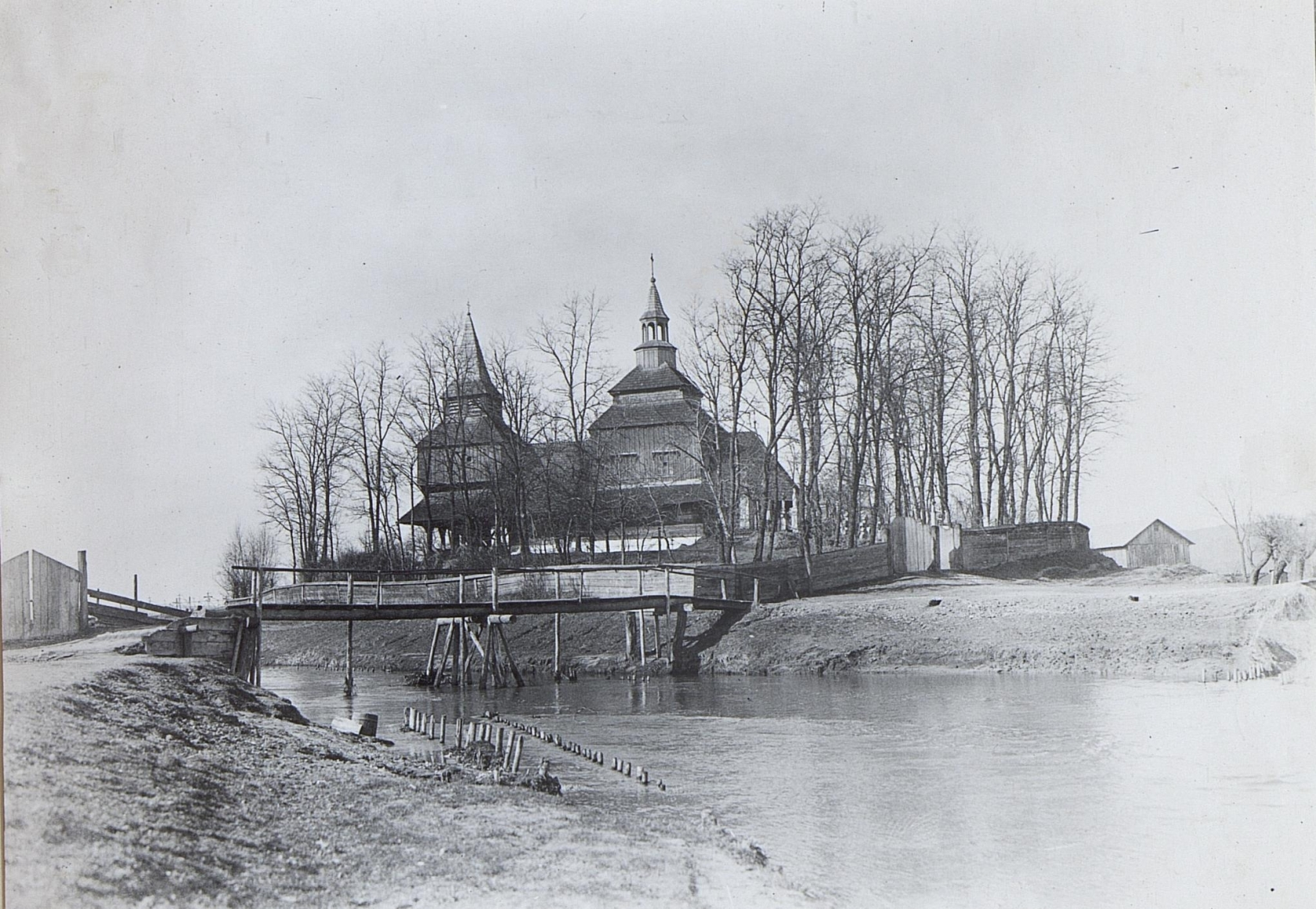
Церковь в 1914—1918 годах

В начале XX века в результате ремонта крыши изменена форма купола нефа и форма крыши алтаря. В 1963 году Святодуховская церковь включена в Государственный реестр памятников архитектуры национального значения постановлением № 970 СМУ от 24 августа 1963 года во охранным номером 243. В 1980—1982 годы в церкви проводились основательные реставрационные работы под руководством архитектора Ивана Могитича, и уже в следующем году в храме был открыт филиал Ивано-Франковского художественного музея.
В 2004 году Святодуховская церковь-музей вошла в состав Музейного комплекса города Рогатин (филиал Ивано-Франковского областного художественного музея), который был основан на базе собственно музея-памятника церкви Святого Духа и восстановленной усадьбы известного общественного деятеля 1-й половины XX века — Николая Угрина-Безгрешного. 29 сентября года 2009 года Национальный банк Украины ввёл в обращение памятную монету «Церковь Святого Духа в Рогатине».
В настоящее время в экспозиции памятника-музея представлен аутентичный иконостас 1650 года, иконы старого иконостаса конца XVI века, икона монастырского типа «Иоанн Креститель с житием» (середина XVI века), иконы XVII—XIX веков из церквей Рогатинщины, а также изделия из камня, деревянные скульптуры и подсвечники.

## Описание

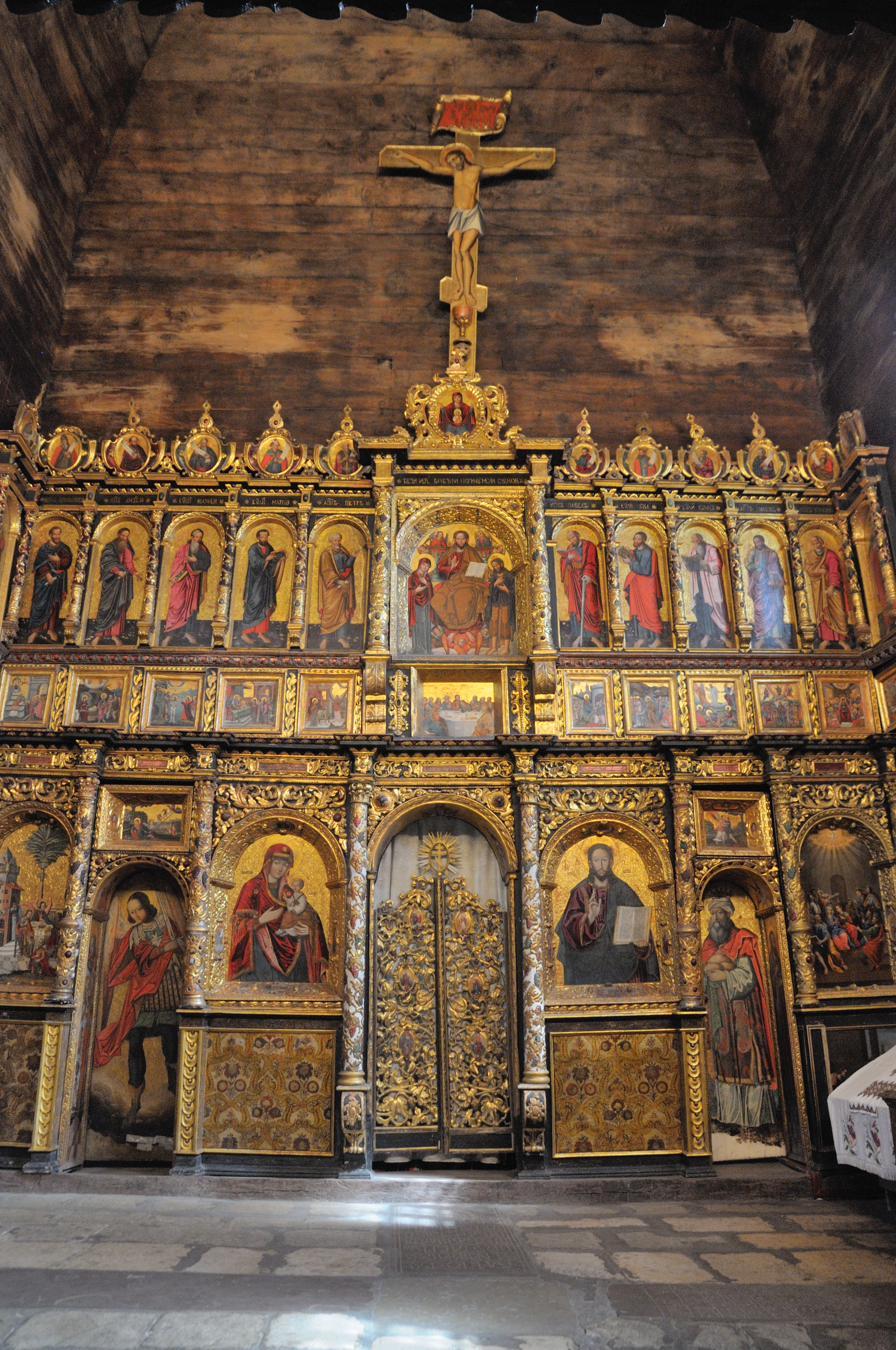
Иконостас церкви

Церковь Святого Духа стоит на небольшом возвышении в западной части Рогатина. Благодаря малоэтажному характеру окружающей застройки храм играет роль архитектурной доминанты. Несмотря на существование различных точек зрения на дату возведения сооружения (1598, 1644—1645, 1648 и т. д.), её можно отнести к архаическим памятников деревянной архитектуры Галичины.
И хотя первоначальный вид храма несколько изменён в XIX веке пристройкой колокольни, а также устройством над центральным верхом дополнительного восьмерика и стройным восьмигранным шатром в завершении, определяющие черты этого классического образца древнейших украинских деревянных храмов остались почти без изменений.
Композиционную основу памятника составляют монументальный четверик нефа с шестигранными срубами бабинца и алтаря, а также пристроенная к западной стене притвора каркасная колокольня квадратной в плане формы. Трёхъярусная палаточный колокольня и центральный объём церкви с развитым четырёхгранным верхом заметно доминируют в общей композиции сооружения, в то время как низкие помещения бабинца и алтаря под скатной крышей играют второстепенную роль. Несмотря на различие отдельных частей памятника по высоте, форме и размерам в плане, все они воспринимаются как единое целое. Этому способствуют удачно найдены соотношения между ними и устройства по периметру здания обширного навеса на фигурных кронштейнах.
Первоначально дубовые срубы церкви были расписаны народными художниками. В интерьере памятника сохранился пятиярусный иконостас, сооружённый в 1650 году на средства Рогатинского братства. Иконостас имеет уравновешенное архитектоническое строение, пышно декорирован полихромной орнаментальной резьбой. Иконографическая программа живописи выполнена при активном участии братства: в иконописные изображения введены новые для украинского искусства темы и образы. К лучшим икон храма принадлежат композиции на диаконовых вратах («Архангел Михаил» и «Мельхиседек»), иконы Христа и Богоматери, сцены цокольного яруса.

## Легенда
Согласно преданию, в начале XVI века Настя Лисовская, будущая правительница Османской империи Роксолана, часто приходила молиться в церковь Святого Духа, где священником был отец — отец Гаврила Лисовский.